# Deserto de Monte

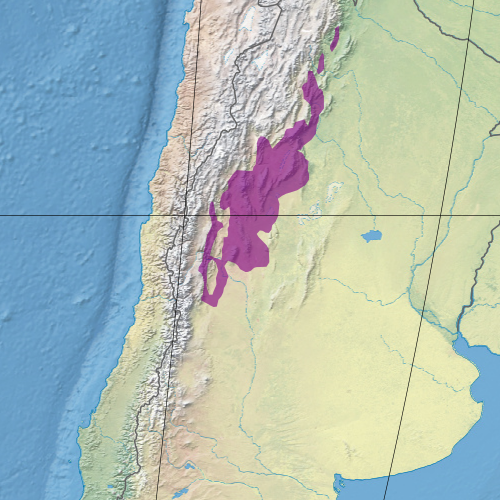
Ecorregião de Monte

O Monte é um deserto sul-americano, localizado no interior da Argentina e a sudeste do Atacama no Chile. Sua vegetação é rala e baixa e sua terra avermelhada. Em algumas áreas apresenta pequenos e rasos lagos e uma vegetação mais verde e densa, com a presença de poucas árvores. Já sua fauna é semelhante a do deserto da Patagônia